# Palais de Montehermoso
Le palais de Montehermoso est un bâtiment avec une origine dans le XVIe siècle, bien qu'il soit très restauré, situé dans la ville de Vitoria dans la province d'Alava en Pays basque (Espagne), concrètement dans la partie la plus importante et ancienne de la ville, dans le secteur connu comme le Campillo. historiquement il eut plusieurs utilisations, l'avant-dernier étant celui de servir de siège épiscopal. Actuellement, après une restructuration profonde et l'expansion de sa superficie par l'annexion de l'ancien réservoir d'eau de Vitoria-Gasteiz (Antiguo Depósito d'Aguas de Vitoria), le bâtiment ouvre ses portes comme Centre culturel Montehermoso, orienté sur les expositions artistiques et représentations musicales.

## Le palais
Le bâtiment a été construit en 1524 dans un style gothique-renaissance à l'initiative du diplômé Hortuño (ou Fortunio) Ibáñez Aguirre, membre du Conseil royal de Castille et de l'Inquisition, et sa conjointe María de Esquível y Arratia, dans le but de loger une Communauté de religieuses Dominicaines. Toutefois, une fois terminé, le Palais a été destiné à la résidence privée de la famille Aguirre-Esquível, celle-ci décidant de construire en échange le couvent de Santa Cruz pour les dominicaines.
Dans les siècles suivants, le Palacio, pourvu d'un patio de deux étages avec des arches escarzanas, a été la demeure de découche habituel des monarques espagnols quand ils faisaient une halte à Vitoria-Gasteiz et d'autres personnalités de la noblesse. Le nom de Montehermoso lui vient du titre du marquisat qui en 1714 a été accordé à María Antonia de Salcedo, veuve de Vicente de Aguirre, en gratification de ses services comme nurse des fils de Philippe V, les Prince des Asturies et futurs rois Louis Ier et son demi-frère Charles III, et comme dame d'honneur d'Élisabeth Farnèse. 
Un siècle plus tard, une autre marquise de Montehermoso, María del Pilar Acedo a attiré Joseph Bonaparte, qui pendant la retraite de Napoléon Ier a fait du palais sa cour à Vitoria-Gasteiz avant sa fuite en France.
Après la restauration bourbonienne, en 1816, la mairie de Vitoria-Gasteiz confisqua le Palais et la propriété de Montehermoso en vertu d'un ordre royal qui établissait que de telles propriétés seraient, à l'avenir, patrimoine de la Couronne. Cette même année le bâtiment a souffert des effondrements. Postérieurement, pendant la Troisième guerre carliste, Montehermoso a été caserne d'artillerie avant d'être acquis par le diocèse de Vitoria en 1887 à son dernier propriétaire, le marquis del Amparo. En transformant son siège, l'Évêché a chargé l'architecte Fausto Íñiguez de Betolaza de la restauration de la façade, qui a acquis son aspect actuel néo-gothique. En 1928 on a lancé une autre réforme importante.

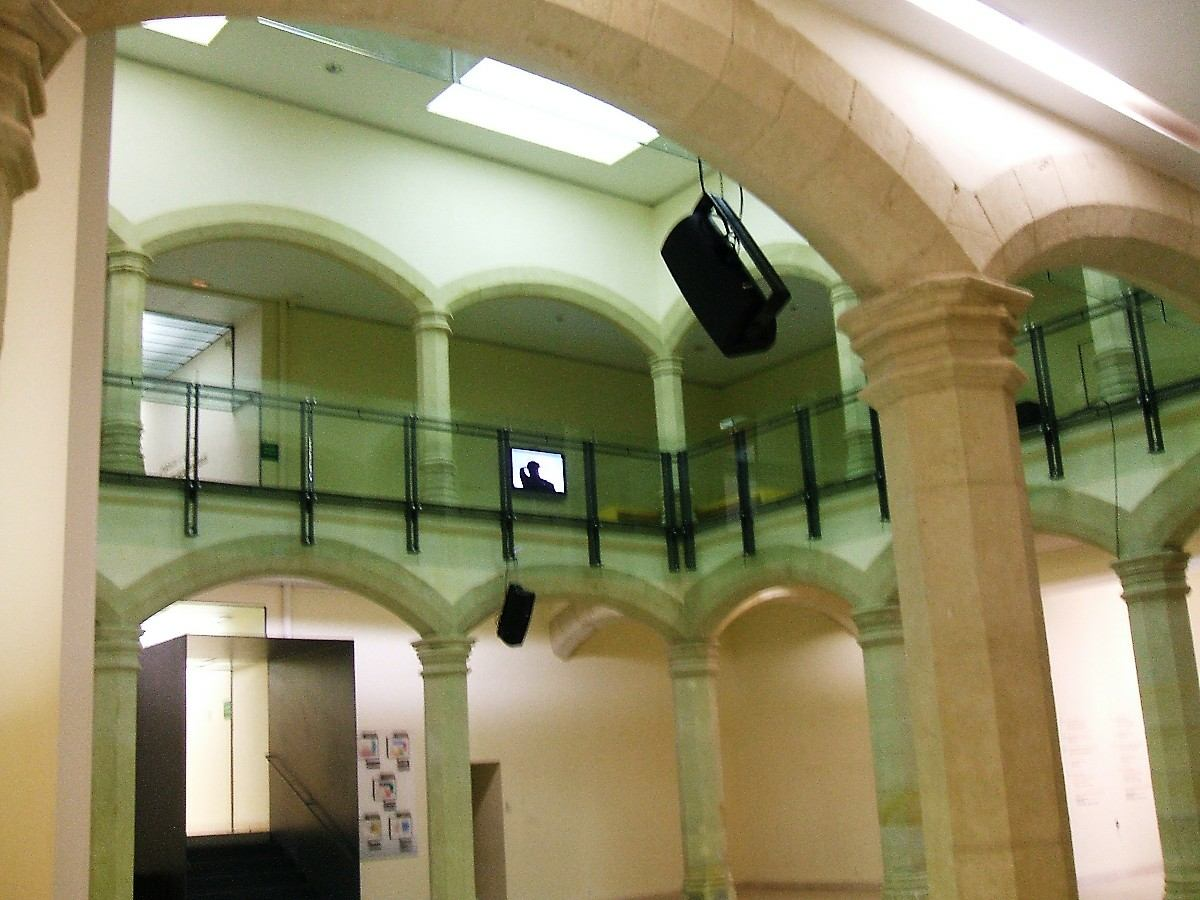
Cour intérieure

En 1994 la mairie de Vitoria-Gasteiz a acheté le bâtiment à l'Évêché pour 323 millions de pesetas avec l'idée originale de le destiner à des bureaux municipaux. En 1997, avec les travaux de réaménagement déjà terminés, le Secteur de la Culture de la mairie a décidé de transformer l'immeuble en centre culturel, et étendu, après construction d'une communication souterraine, à la vieille réserve d'eau, un réservoir de 1 365 mètres carrés construit en 1895 qui depuis 1994 offrait un espace singulier à des expositions artistiques, d'assemblages mixtes et de spectacles audiovisuels. Ainsi est né le centre culturel Montehermoso, défini à lui-même comme un espace multidisciplinaire de production, exposition et diffusion de l'art et la pensée contemporaine, et comme une institution difficile avec la promotion des artistes locaux.
Le Centre a tenu son exposition inaugurale, Vitoria-Gasteiz dans l'art, du 3 octobre 1997 au 8 janvier 1998. Depuis lors, ses 4 671 mètres carrés de surface utile ont reçu de nombreux expositions de peinture, photographie, maquettes et assemblages, récitals musicaux, activités pour enfants, conférences et autres événements culturels. Les dépendances les plus importantes sont  : le patio conçu comme zone de réception des visiteurs et de répartition de salles. Le dit réservoir d'eaux, rebaptisé comme Espacio Oihanederra, la Sala Gaspar Melchor de Jovellanos, consacrée aux projections, la médiathèque, qui administre des fonds artistiques dans les domaines des arts visuels et multimédia, et le Centre de documentation d'arts plastiques.

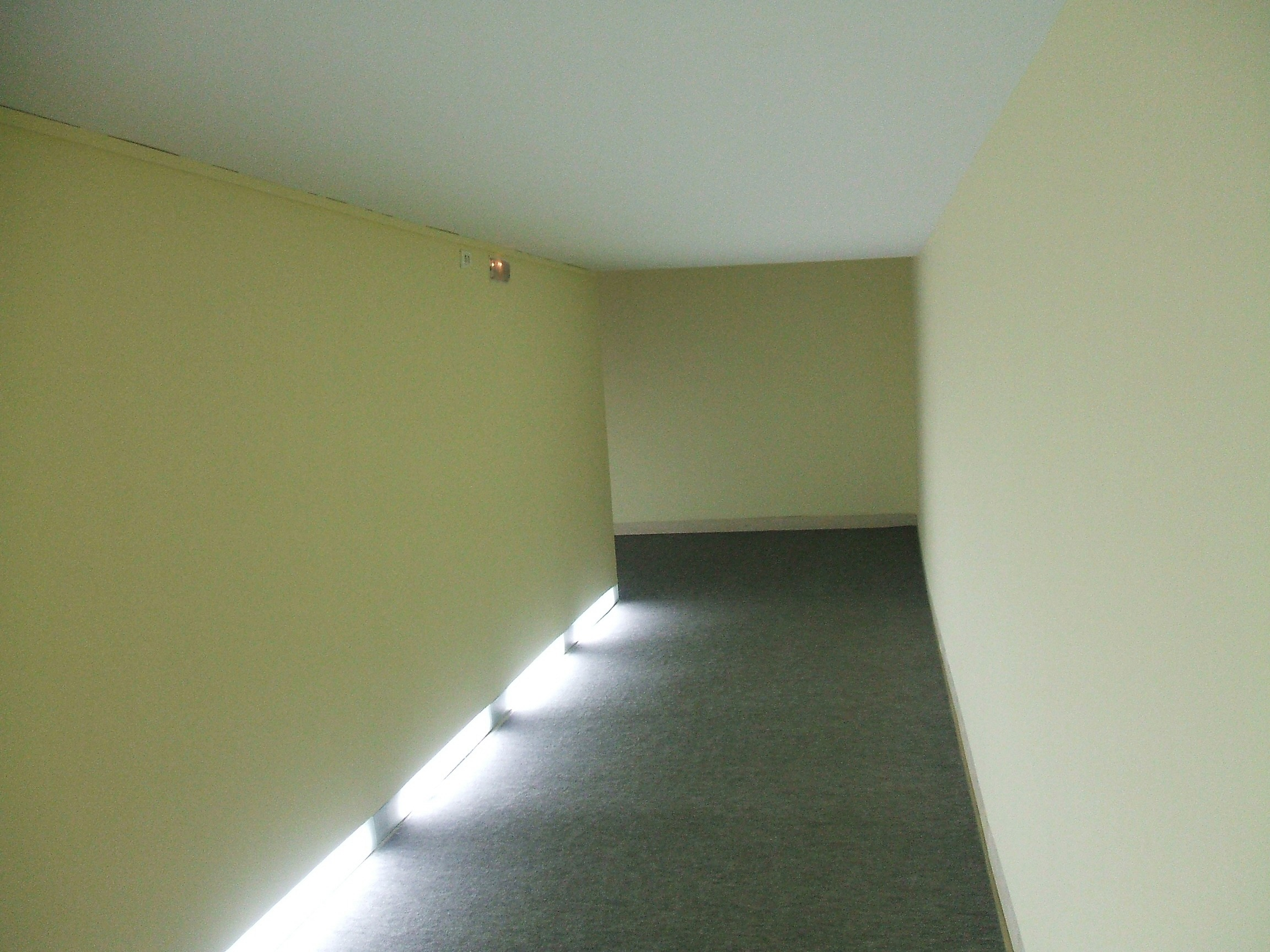
Rampe de descente à l'espace Oihanederra

Aux niveaux inférieurs on accède à travers un vaste tunnel-pente montée avec des panneaux et style minimaliste. Il existe en outre diverses salles de documentation et salles de classe polyvalentes pour cours, séminaires et ateliers, et une cafétéria qui fait terrasse dans le nommé Jardín de Falerina.

## Galerie d'images

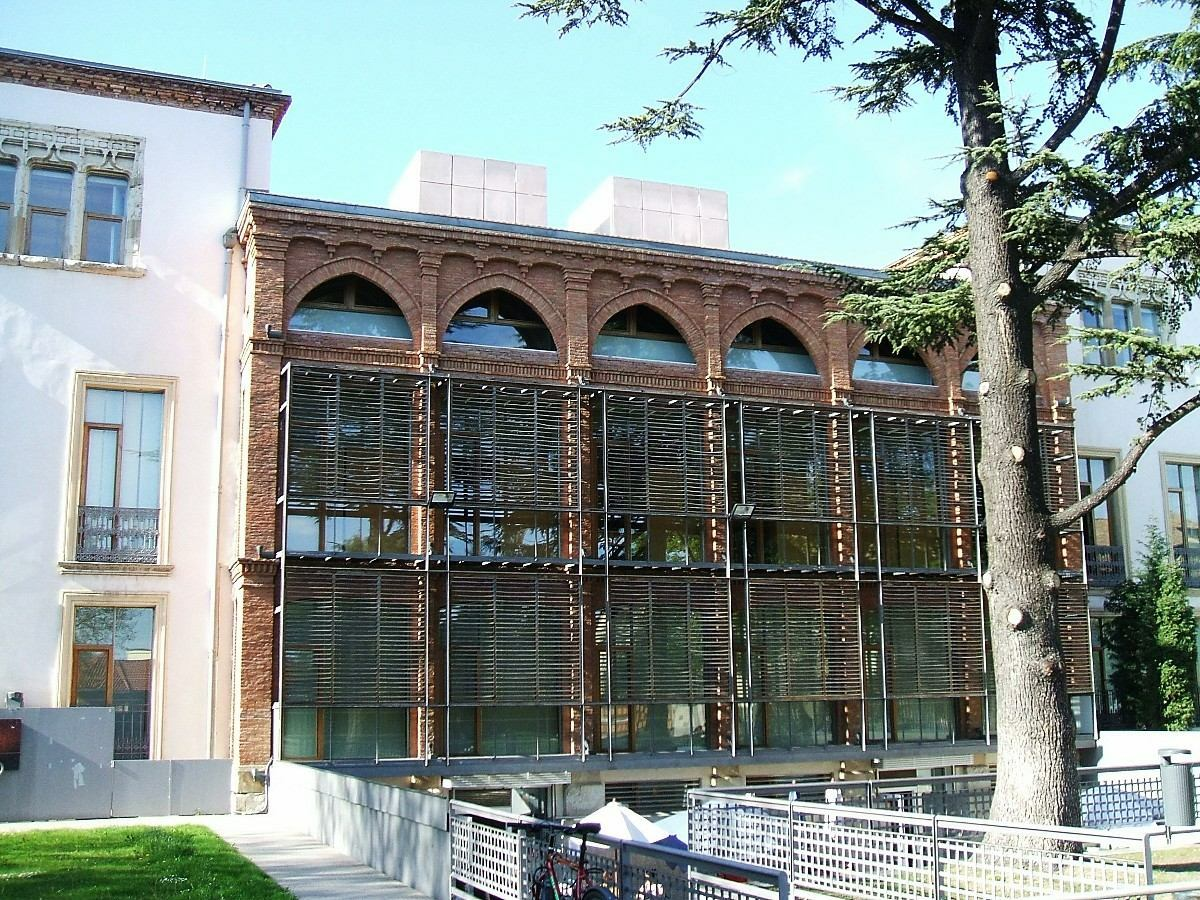
Façade méridionale
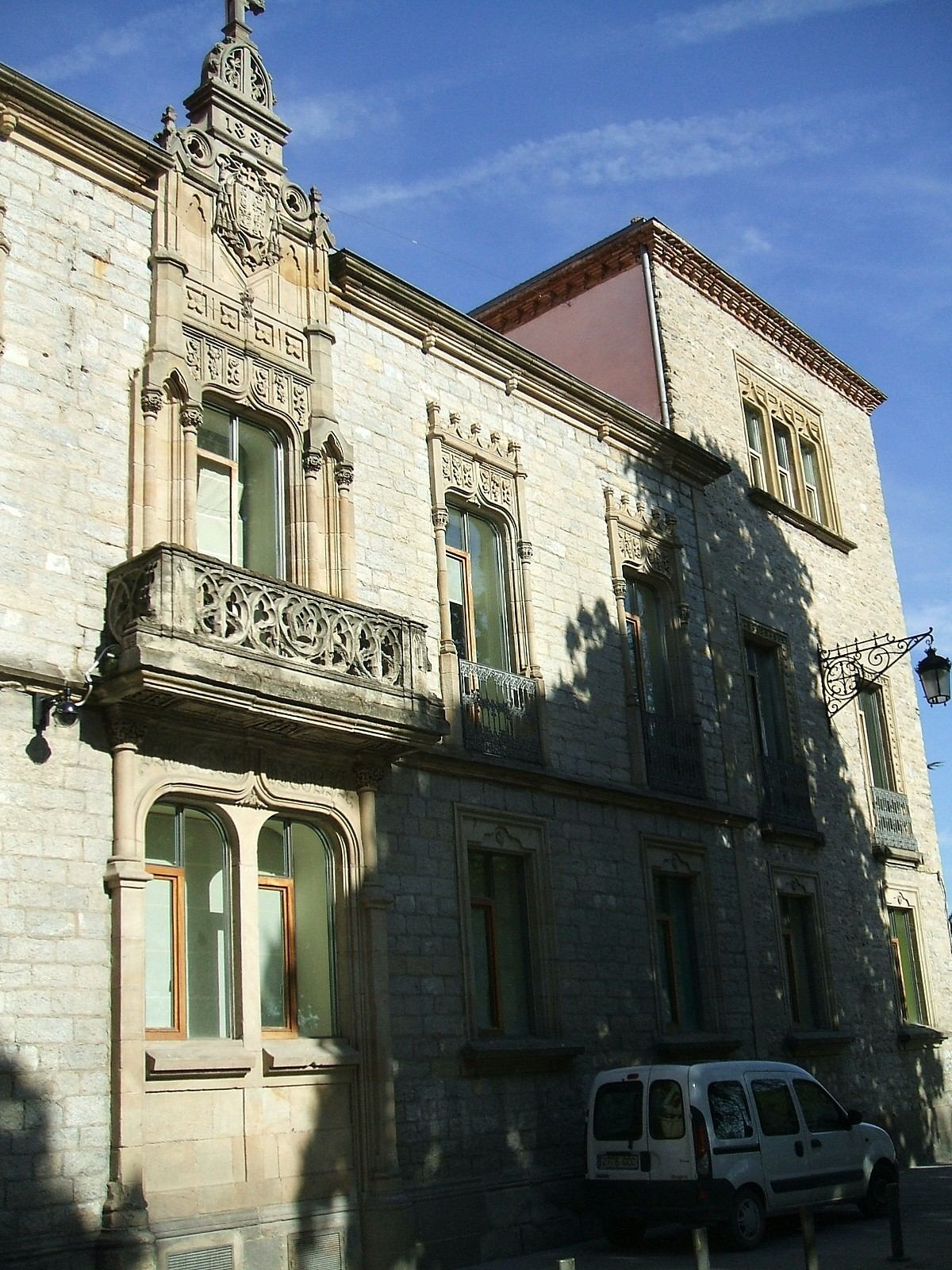
Façade méridionale
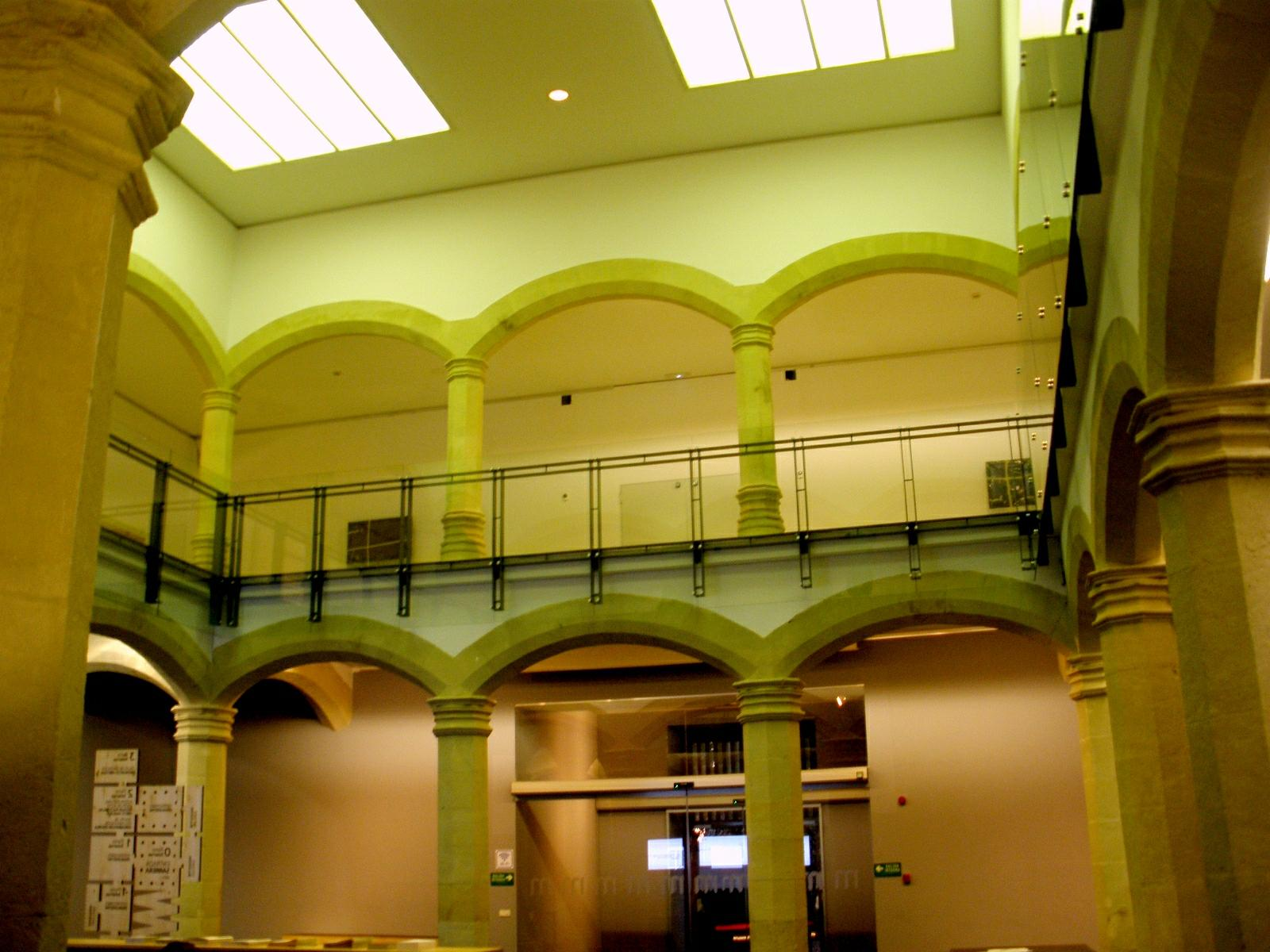
Patio du palais
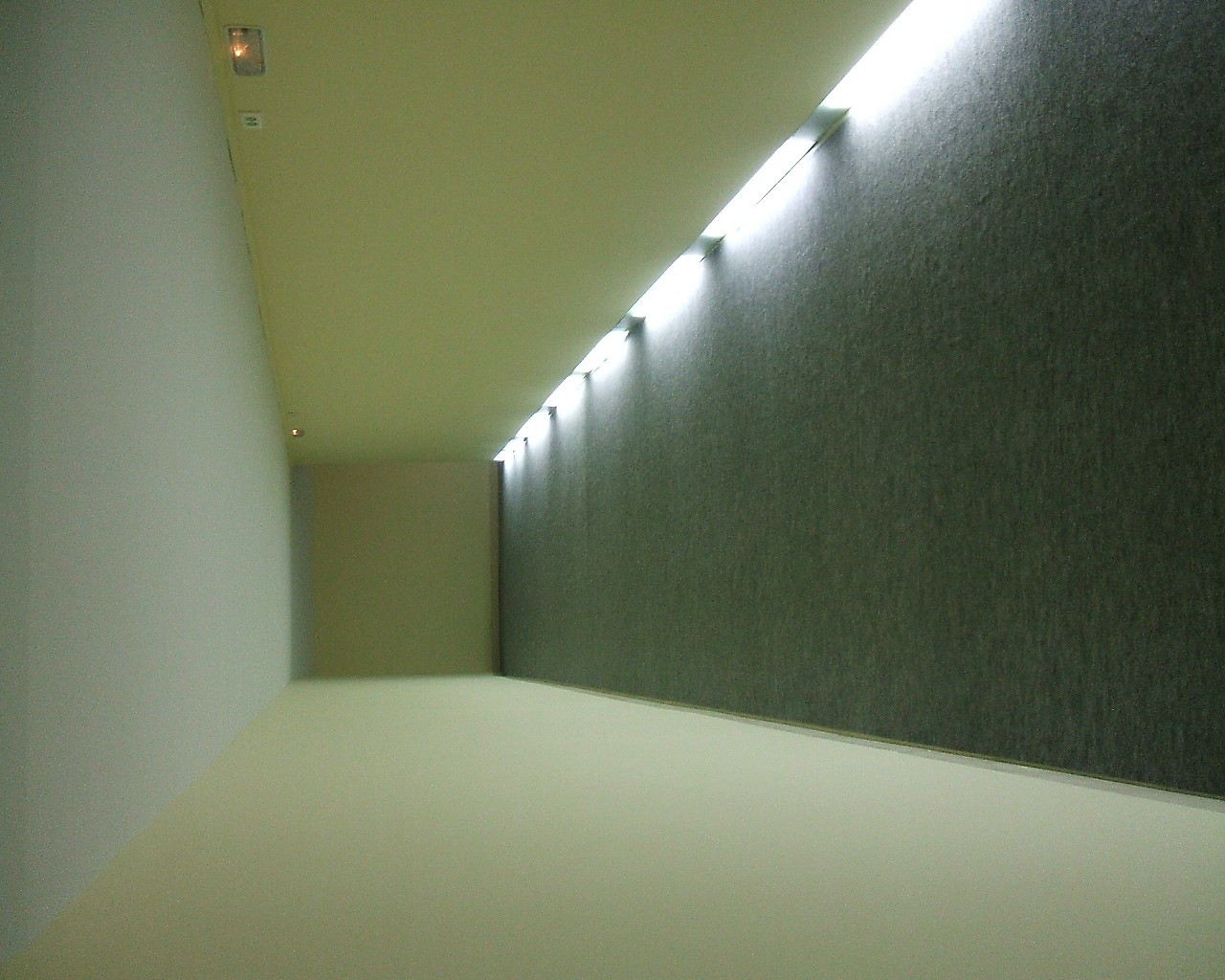
Rampe-tunnel
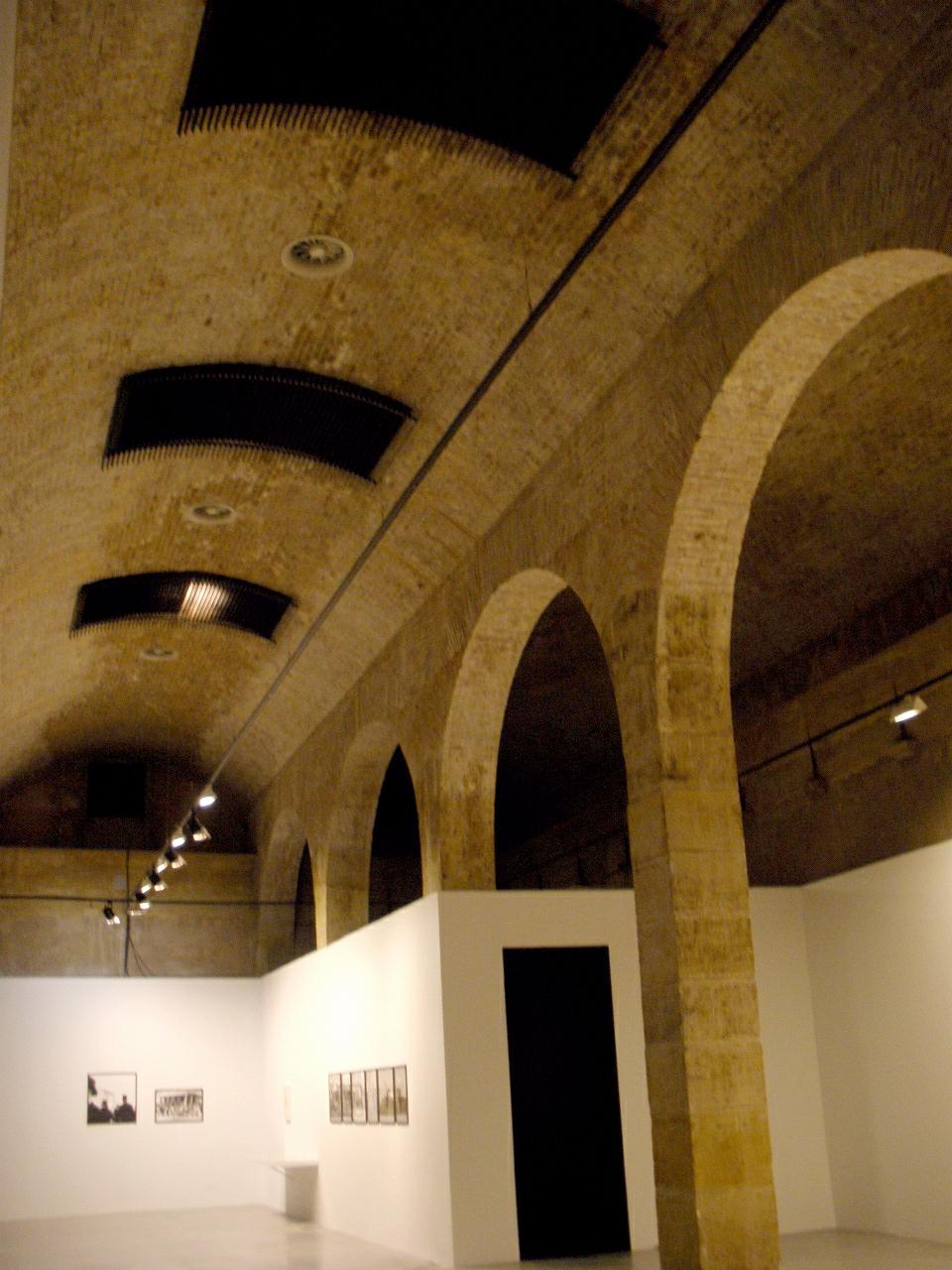
Espace Oihanederra